# Ligia Grozav
Ligia Damaris Grozav (née le 26 janvier 1994) est une athlète roumaine, spécialiste du saut en hauteur. 

## Biographie

### Palmarès
| Date | Compétition                                  | Lieu    | Résultat | Performance |
| ---- | -------------------------------------------- | ------- | -------- | ----------- |
| 2011 | Championnats du monde jeunesse               | Lille   | 1re      | 1,87 m      |
| 2011 | Festival olympique de la jeunesse européenne | Trabzon | 3e       | 1,79 m      |

### Records
| Épreuve         | Épreuve      | Performance | Lieu     | Date            |
| --------------- | ------------ | ----------- | -------- | --------------- |
| Saut en hauteur | En plein air | 1,87 m      | Lille    | 8 juillet 2011  |
| Saut en hauteur | En salle     | 1,85 m      | Bucarest | 16 février 2013 |